# James Hamilton (1658-1712)

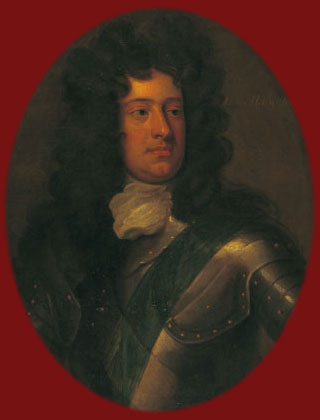
James Hamilton, 4e hertog van Hamilton

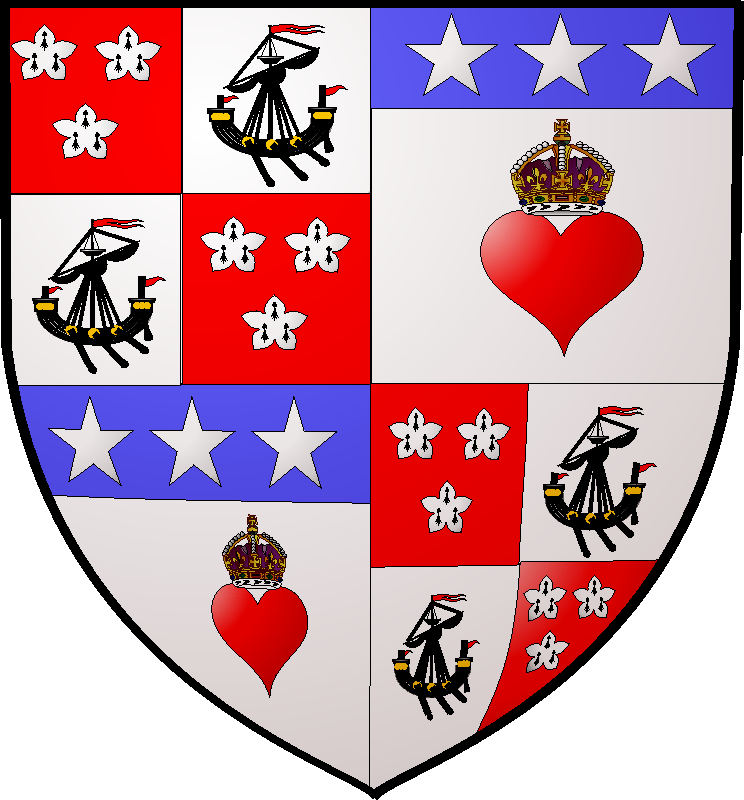
wapen van de hertogen van Hamilton

James Hamilton (11 april 1658 - Londen, 15 november 1712) was van 1698 tot 1712 de 4e hertog van Hamilton, markies van Clydesdale, graaf van Arran en van 1711 tot 1712 de 1e hertog van Brandon.

## Loopbaan
Hij speelde een belangrijke maar dubbelzinnige rol in de Unie van Schotland en Engeland in 1707. Zijn grootvader, een koningsgezinde, werd in 1649 vermoord. Zijn oudoom was in Worchester gedood in de gevechten voor Karel II van Engeland. Zijn moeder, hertogin van Hamilton, gaf in 1698 haar titel aan hem. Zijn vader steunde Willem van Oranje, koning van Engeland, Ierland en Schotland ten tijde van de Glorious Revolution in Schotland. Hamilton steunde Jacobus II waardoor hij lange tijd verdacht werd van Jakobitisme. 
Na het nemen van zijn zetel in het Schotse parlement in 1700, werd hij de leider van de partij. Na de Acts of Union  diende hij als vertegenwoordiger van de Schotten (1708-1712) en kreeg in 1711 het hertogdom Brandon. In 1712 werd hij benoemd tot generaal van de artillerie en opgenomen in de Orde van de Kousenband. 

## Familie
Hamilton werd geboren als James Douglas, zoon van William Douglas graaf of Selkirk (1634-1694) en Anne Hamilton 3e hertogin van Hamilton (1634-1716).

In 1686 trouwde hij met Anne Spencer (1667-1690). Zij was een dochter van Robert Spencer (1641-1702) 2e graaf of Sunderland en voorzitter van het Lagerhaus en Anne Digby (-1715). Uit dit huwelijk zijn twee dochters geboren die op jonge leeftijd zijn overleden.

Op 17 juli 1698 trouwde hij met Elizabeth Gerard (-1744). Zij was een dochter van Digby Gerard (1662–1684) 5e baron Gerard en Elizabeth Gerard. Uit dit huwelijk werden meerdere kinderen geboren waaronder:
- James Hamilton 5e hertog van Hamilton en 2e hertog van Brandon (5 januari 1703 - Bath, 9 maart 1743)
- Susan Douglas-Hamilton (1706-1755), zij trouwde met Anthony Tracy-Keck (-1769).[2]
- Anne Douglas-Hamilton (1709-1748). Hij trouwde met Anna Charlotte Maria Powell. Een zoon van hen was Charles Powell Hamilton, officier was van de Engelse Koninklijke Marine, die tijdens de Amerikaanse Onafhankelijkheidsoorlog mee vocht, en de dienst verliet na de Franse Revolutie en de napoleontische oorlogen in de rang van admiraal.

Meerdere kinderen kreeg hij uit een relatie met Barbara Fitzroy (1672-1737). Zij was een zuster van Charles FitzRoy en onechte dochter van koning Karel II van Engeland en diens maîtresse Barbara Villiers, de latere 1e hertogin van Cleveland.
Waaronder twee dochters, die op jonge leeftijd overleden en een zoon Charles.

Uit een relatie met een niet bij naam genoemde vrouw had hij nog een zoon. Deze zoon, Lt. Col. Sir James Abercrombie, 1st Baronet of Edinburgh (ca. 1680 - Duinkerken, 14 november 1724), was een Engelse leger officier en politicus. Hij nam in 1710 plaats in het Engelse huis van afgevaardigden maar ervoor koos om zich niet voor een tweede periode verkiesbaar te stellen.

Tijdens een duel in het Hyde Park in Londen op 15 november 1712 kwam hij en zijn tegenstander, Lord Mohun, om het leven.

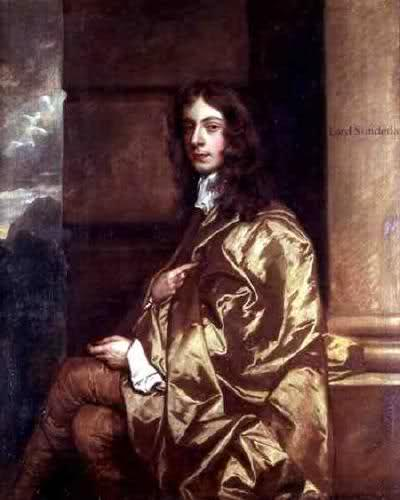
Robert Spencer 2e graaf of Sunderland (1641-1702)
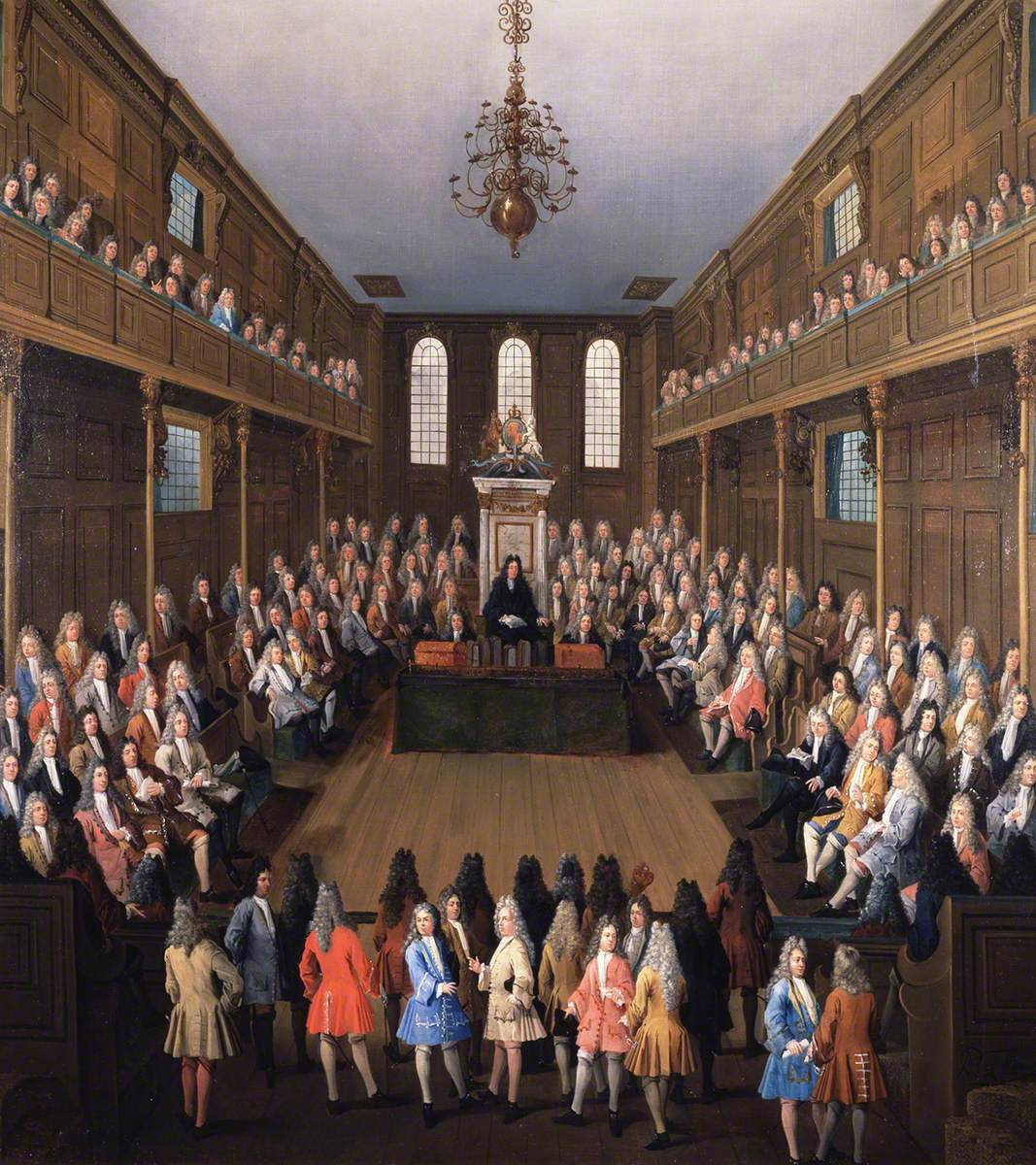
The House of Commons in Session (ca. 1710)